# Lorenzo Federici

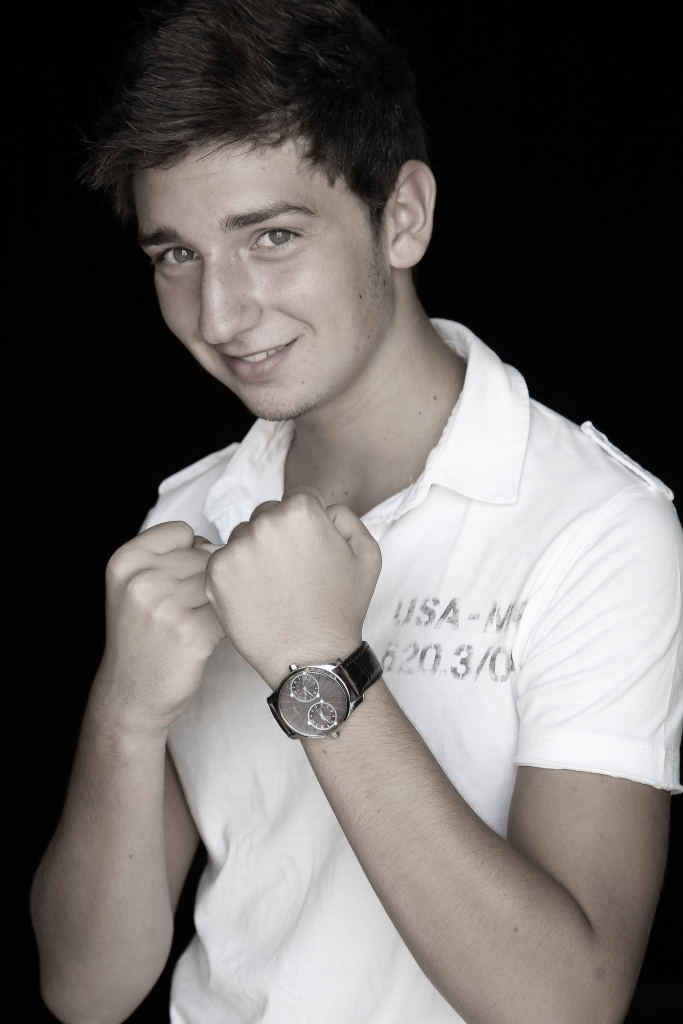
Lorenzo Federici nel 2011

Lorenzo Federici (Roma, 14 ottobre 1994) è un attore italiano.

## Biografia
Sin da piccolo mostra un forte interesse per la recitazione e a 10 anni si iscrive al corso di musical presso l'accademia "Amici della Musica" di Sant'Angelo Romano, dove ha come insegnante il regista e attore Mauro Simone (regista del musical 3MSC. Tre metri sopra il cielo e attore in Peter Pan, il musical, con Manuel Frattini). Il corso dura 5 anni, durante i quali partecipa a varie esibizioni teatrali.
Dopo essere comparso in alcune fiction (tra cui Questa è la mia terra di Giulio Base), ottiene una parte nell'ultimo film di Dario Argento, Ti piace Hitchcock?, nel quale impersona il protagonista, Giulio, da bambino (da adulto il personaggio è interpretato da Elio Germano). Girata nella campagna viterbese nel novembre 2004, la pellicola è trasmessa su Rai Uno il 24 agosto del 2007 (ma era già uscita nel 2006 sul mercato dell'home video).
Nel 2008 Lorenzo Federici viene scelto da Federico Moccia per Scusa ma ti chiamo amore, in cui recita accanto a Raul Bova e Michela Quattrociocche interpretando Matteo, il fratello minore di Niki, la protagonista.
Nel 2009, visto il successo del film (oltre 12500000 € di incasso) e l'uscita del nuovo libro di Moccia, viene realizzato il sequel, Scusa ma ti voglio sposare, nel quale Federici torna a rivestire i panni di Matteo.
Sempre nel 2009 entra a far parte del cast dello sceneggiato di Rai uno Un medico in famiglia, in cui, nella sesta stagione, interpreta il personaggio di Gianfilippo Colla, ragazzo introverso e "secchione" che si innamora di Annuccia Martini (Eleonora Cadeddu).
Nel 2010 recita nello sceneggiato televisivo La mia casa è piena di specchi di Vittorio Sindoni lavorando a fianco di Sophia Loren.
Nel 2011 partecipa alla settima stagione di Un medico in famiglia sempre nel ruolo di Gianfilippo Colla.
Nel 2011 recita presso il Teatro delle Muse in Roma, la commedia di Eugène Ionesco È ben strano tutto ciò, regia di Fiorella Arnò e Pietro Panzieri. Il 12 novembre 2011 in occasione della X edizione del premio internazionale Giuseppe Sciacca gli viene assegnato il 1º premio della sezione Teatro, cerimonia svolta presso la Città del Vaticano.
Nel maggio 2012 è sul set di Un medico in famiglia, per girare l'ottava stagione, che è anche l'ultima in cui c'è il personaggio Gianfilippo Colla.

## Filmografia

### CInema
- Scusa ma ti chiamo amore, regia di Federico Moccia (2008)
- Scusa ma ti voglio sposare, regia di Federico Moccia (2010)

### Televisione
- Ti piace Hitchcock?, regia di Dario Argento - film TV (2005) - in Italia trasmesso nel 2007
- Un ciclone in famiglia 2, regia di Carlo Vanzina - serie TV (2006)
- VIP, regia di Carlo Vanzina - film TV (2008)
- Un medico in famiglia 6, regia di Tiziana Aristarco ed Elisabetta Marchetti - serie TV (2009)
- La mia casa è piena di specchi, regia di Vittorio Sindoni - miniserie TV (2009)
- Un medico in famiglia, regia di Tiziana Aristarco ed Elisabetta Marchetti - serie TV (2009-2013)
- Don Matteo 7, regia di Tiziana Aristarco e Giulio Base - serie TV (2009)
- Cugino & cugino, regia di Vittorio Sindoni - serie TV (2011)

### Teatro
- La bella e la bestia (2007)
- Peter Pan, il musical, regia di Mauro Simone (2009)
- Mamma Mia!, regia di Mauro Simone (2009)
- Fuori di zucca, regia di Fiorella Arnò e Pietro Panzieri (2010)
- È ben strano tutto ciò di Eugène Ionesco, regia di Fiorella Arnò e Pietro Panzieri (2011)

### Musica
- Italian Boy (10 agosto 2012)